# Májávatí
Májávatí Nainá Kumárí (hindsky मायावती नैना कुमारी, * 15. ledna 1956 v Dillí) je indická politička ze Strany lidové většiny, od 13. května 2007 do 7. března 2012 hlavní ministryně Uttarpradéše.
Strana lidové většiny reprezentuje zejména nedotknutelné, nejnižší indickou kastu, k níž patří i Májávatí. Její úspěch je do určité míry založen právě na tom, že kasta nedotknutelných je poměrně početná a většina Indů se při volbám stále ještě řídí příslušenstvím ke kastám.
Vypracovala se z chudých poměrů, původně byla učitelka, ale brzy se začala věnovat politice. V současné době patří naopak mezi indickými politiky k nejbohatším, což kritici přisuzují korupci rozrostlé do institucionální podoby. Také je kritizováno, že staví pomníky k oslavě své strany včetně sebe.